# Asha Philip
Asha Solette Philip (Londres, 25 de octubre de 1990) es una deportista británica que compite en atletismo, especialista en las carreras de velocidad.
Participó en dos Juegos Olímpicos de Verano, Río de Janeiro 2016 y Tokio 2020, obteniendo una medalla de bronce en cada participación, en la prueba de 4 × 100 m.
Ganó tres medallas en el Campeonato Mundial de Atletismo entre los años 2017 y 2023, tres medallas en el Campeonato Europeo de Atletismo entre los años 2014 y 2018, dos medallas en el Campeonato Europeo de Atletismo en Pista Cubierta, en los años 2017 y 2019, y una medalla de bronce en los Relevos Mundiales 2025.

## Palmarés internacional
| Juegos Olímpicos                     | Juegos Olímpicos         | Juegos Olímpicos  | Juegos Olímpicos |
| Año                                  | Lugar                    | Medalla           | Prueba           |
| ------------------------------------ | ------------------------ | ----------------- | ---------------- |
| 2016                                 | Río de Janeiro (Brasil)  | Medalla de bronce | 4 × 100 m        |
| 2020                                 | Tokio (Japón)            | Medalla de bronce | 4 × 100 m        |
| Campeonato Mundial                   |                          |                   |                  |
| Año                                  | Lugar                    | Medalla           | Prueba           |
| 2017                                 | Londres (Reino Unido)    | Medalla de plata  | 4 × 100 m        |
| 2019                                 | Doha (Catar)             | Medalla de plata  | 4 × 100 m        |
| 2023                                 | Budapest (Hungría)       | Medalla de bronce | 4 × 100 m        |
| Relevos Mundiales                    |                          |                   |                  |
| Año                                  | Lugar                    | Medalla           | Prueba           |
| 2025                                 | Cantón (China)           | Medalla de bronce | 4 × 100 m mixto  |
| Campeonato Europeo                   |                          |                   |                  |
| Año                                  | Lugar                    | Medalla           | Prueba           |
| 2014                                 | Zúrich (Suiza)           | Medalla de oro    | 4 × 100 m        |
| 2016                                 | Ámsterdam (Países Bajos) | Medalla de plata  | 4 × 100 m        |
| 2018                                 | Berlín (Alemania)        | Medalla de oro    | 4 × 100 m        |
| Campeonato Europeo en Pista Cubierta |                          |                   |                  |
| Año                                  | Lugar                    | Medalla           | Prueba           |
| 2017                                 | Belgrado (Serbia)        | Medalla de oro    | 60 m             |
| 2019                                 | Glasgow (Reino Unido)    | Medalla de bronce | 60 m             |